# 贊比西

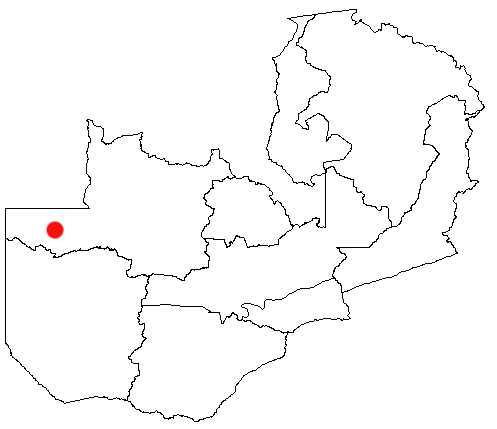

13°33′S 23°07′E / 13.550°S 23.117°E
贊比西（英語：Zambezi, Zambia），是贊比亞的城鎮，位於該國西北部，由西北省負責管轄，是贊比西縣的首府，距離查武馬60公里，海拔高度1,079米，每年平均降雨量1,057毫米。